# Ejército de Liberación de Caprivi
El Ejército de Liberación de Caprivi (CLA) es un grupo rebelde y separatista de Namibia que se estableció en 1994 para lograr la secesión de la Franja de Caprivi, una región habitada principalmente por el pueblo Lozi.

## Trasfondo
La Franja de Caprivi se encuentra en el extremo noreste de Namibia. La región es una franja de Namibia hacia el este de unos 450 km, entre Botsuana al sur, Angola y Zambia al norte, y la región de Kavango. Durante el proceso de "Reparto de África", Reino Unido cedió el territorio a Alemania para que esta última tuviera acceso al río Zambeze y llegara a sus otras colonias en el este de África mientras mantenía la posesión del África del Sudoeste Alemana.
La franja de Caprivi tenía una importancia militar estratégica. Fue testigo de continuas acciones militares y múltiples incursiones de diversas fuerzas armadas utilizando la Franja como corredor para acceder a otros territorios. Esas acciones militares fueron manejadas principalmente por muchas facciones sudafricanas durante la guerra civil de Rodesia (1970-1979). También fue un campo de batalla para las operaciones del Congreso Nacional Africano y la SWAPO contra el gobierno sudafricano (1965-1994) y las operaciones de la UNITA durante la guerra civil de Angola.

## Actividades
El frente fue creado en febrero de 1994 como un grupo separatista con el objetivo de unir al pueblo lozi, que está presente en los vecinos Botsuana, Zambia y Angola. Desde 1998 ha estado bajo el liderazgo de Mishake Muyongo, quien ha sido expulsado de la Alianza Democrática de Turnhalle (DTA) como resultado de su apoyo a la secesión de su región natal.
En agosto de 1999, el CLA lanzó muchos ataques sorpresa contra estaciones de policía y muchos puestos militares en Katima Mulilo antes de que el gobierno de Namibia impusiera el estado de emergencia en la parte oriental de la Franja de Caprivi y derrotara a los rebeldes. Catorce rebeldes fueron reportados muertos y hasta 200 fueron arrestados y encarcelados. La mayoría de ellos todavía están bajo custodia como prisioneros en espera de juicio en el juicio por traición de Caprivi.
La última emboscada militar se llevó a cabo en septiembre de 1999, donde tres miembros murieron en un tiroteo. Al líder Muyongo se le concedió asilo en Dinamarca.